# Las Pedroñeras
Las Pedroñeras – gmina w Hiszpanii, w prowincji Cuenca, w Kastylii-La Mancha, o powierzchni 224,67 km². W 2011 roku gmina liczyła 7180 mieszkańców.